# Phare de Punta Albir
Le phare de Punta Albir est un phare situé dans le Parc naturel de la Sierra Helada, au bord de la falaise sur l'extrémité oriental du massif montagneux, dans la province d'Alicante (Communauté valencienne) en Espagne.
Il est géré par l'autorité portuaire d'Alicante.

## Histoire
C'est une tour cylindrique en maçonnerie de 8 m de haut, avec galerie et lanterne, en front d'une maison de gardiennage d'un étage. L'édifice est peint en blanc et la lanterne est grise.
Il a été construit en 1863, proche de la Torre Bombarda une ancienne tour de vigilance côtière qui est maintenant déclarée Bien de l'Intérêt Touristique en 1985.
Identifiant : ARLHS : SPA221 ; ES-24900 - Amirauté : E0173.6 - NGA : 4724 .
|                       |
| Phare sur Punta Albir |

|          |
| Le phare |

|             |
| L'intérieur |

|             |
| L'intérieur |

### Lien connexe
- Liste des phares d'Espagne